# Abraham B. Venable
Abraham B. Venable (Prince Edward megye, 1758. november 20. – Richmond, 1811. december 26.) az Amerikai Egyesült Államok szenátora (Virginia, 1803–1804).